# Gabriel Christie
 Gabriel Christie (16 septembre 1722 - 26 janvier 1799) était un général de l'armée britannique originaire d'Écosse, qui s'est installé à Montréal après la Guerre de Sept Ans. À la suite de la conquête britannique de la Nouvelle-France, il investit dans les terres et devient l'un des plus grands propriétaires fonciers de la province britannique de Québec.

## Biographie

### Jeunesse
Né à Stirling, il était le fils de James Christie (1695-1745), un riche marchand et fabricant ayant des succursales à Glasgow, Londres et Baltimore. La mère de Gabriel, Catherine Napier, était la fille de Francis Napier (décédé en 1713), de Craigannet; Provost de Stirling et petit-fils du distingué John Napier. Christie a fait ses études à Stirling, Glasgow et en Angleterre. Gabriel Christie est entré dans l'armée comme enseigne en 1742 sous le patronage de son oncle, le lieutenant-général Robert Napier (1708-1766), chef d'état-major du duc de Cumberland à la bataille de Culloden.

### Carrière militaire
En 1745, Christie fut promu lieutenant du 27e régiment d'infanterie (Inniskilling). Présent avec son oncle à la bataille de Culloden, le jeune Christie est envoyé au gouverneur du château de Stirling avec les dépêches annonçant la victoire. En 1755; il a le grade de capitaine dans le 48th Regiment of Foot et participe à l'avant-garde de l'Expédition Braddock. Un an plus tard, le général Abercrombie le nomma adjoint-quartier-maître général des Forces en Amérique du Nord, conservant ce poste sous la direction du nouveau commandant en chef, John Campbell (4e comte de Loudoun). Il a combattu avec Wolfe au Siège de Québec (1759), puis a été promu  Major. En 1762, il fut promu lieutenant-colonel et, en 1769, il fut nommé sous-quartier-maître général des Forces en Amérique du Nord. En 1773, il est nommé lieutenant-colonel du King's Royal Rifle Corps et sert avec eux aux Antilles. En 1778, il est nommé colonel, commandant du 2e bataillon de ce régiment. En 1780, ils servaient à Antigua et en 1781, il fut nommé major-général et commandant en chef des îles sous le vent. En 1793, il fut promu lieutenant-général et, en 1796, il fut nommé colonel commandant du King's Royal Rifle Corps. En 1798, il reçut sa dernière promotion au grade de général et commandant en chef des forces britanniques au Canada, à Montréal.

### Propriétaire foncier
Christie était basé aux Antilles pendant la plus grande partie de la Révolution américaine, mais dans les années 1780, lorsque son rôle actif dans l'armée fut terminé, il s'installa au Québec où il avait intentions de devenir un important  Seigneur. En 1764, il avait acheté six seigneuries à de nobles familles canadiennes-françaises de retour en France après la Conquête particulièrement près de la Baie Missisquoi. Il possédait également des terres en Angleterre, mais même ces acquisitions seigneuriales ne suffisaient pas à satisfaire son ambition: en 1792, il fit deux demandes infructueuses de concessions de terres dans les Cantons de l'Est. Son achat final remonte à 1796, lorsque Jean-Baptiste Boucher de Niverville lui vend la seigneurie de Chambly.

## Famille
Il avait épousé Sarah Stevenson, fille de John Stevenson d'Albany, New York lorsqu'elle était en poste dans la région, et l'avait installée, leur fils et leurs deux filles à Montréal. Pendant son séjour à Londres dans les années 1780, il avait pris une maîtresse du nom de Rachel Plenderleath, et par elle était le père de trois autres fils (Gabriel, George et William) qui étaient pleinement acceptés dans la famille principale, ils ont chacun reçu 1 500 £ et des commissions dans le King's Royal Rifle Corps, tandis que leur frère aîné légitime, Napier, a hérité de l'essentiel de sa succession, avant de la transmettre à son demi-frère.

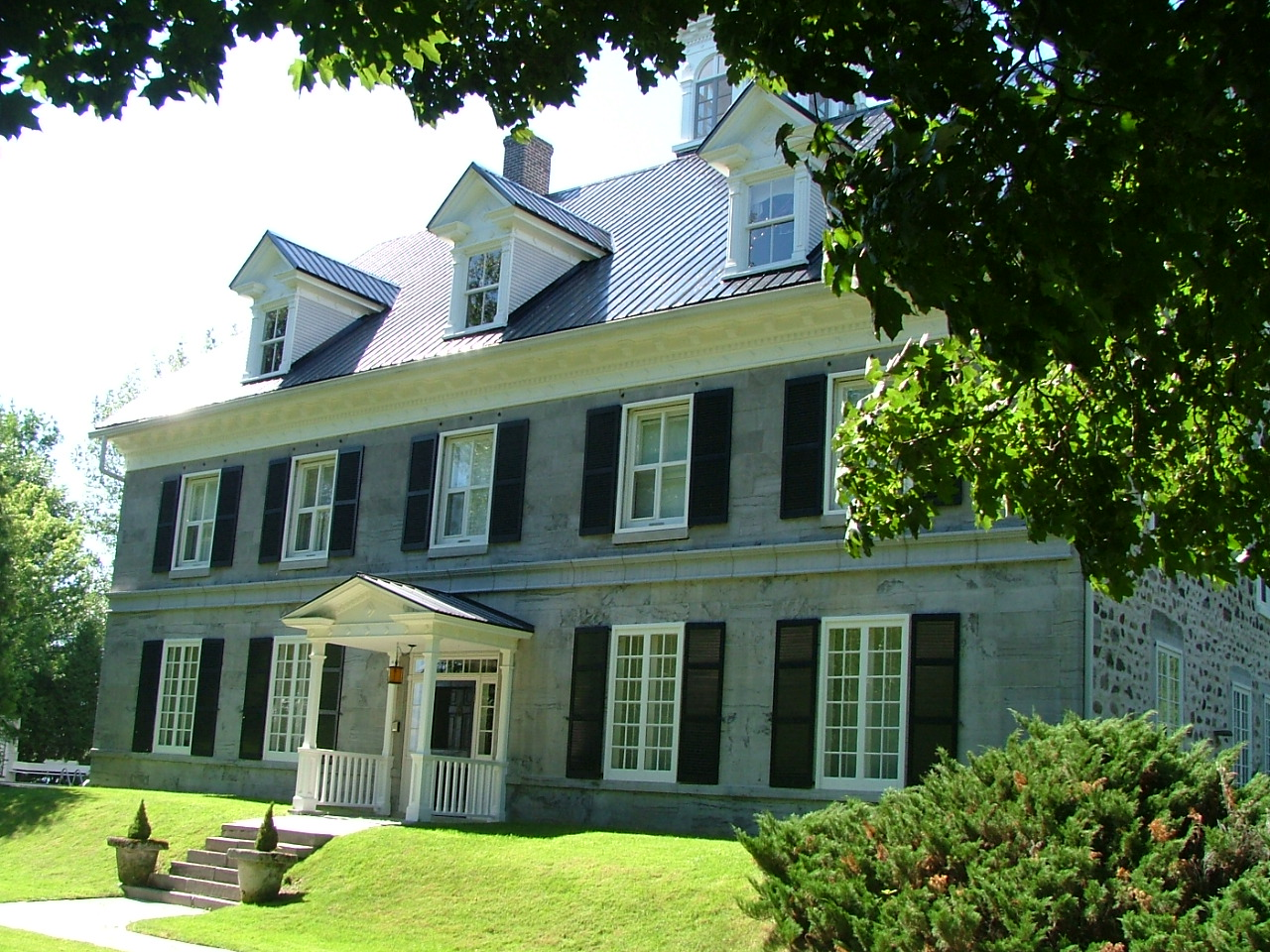
Manoir William-Plenderleath-Christie construit entre 1835 et 1842 à Iberville (Québec)

 Christie vivait avec sa famille rue Saint-Paul, à Montréal. Le général Napier Christie Burton (1758-1835), député, formé au Collège d'Eton, Angleterre, succède à son père à titre de commandant en chef des troupes britanniques au Canada. En l'honneur de son père, il a été invité au Château de Windsor par George III. Il épousa Mary, fille et héritière du général Ralph Burton, de Hotham Hall, Yorkshire et prit le nom de Burton par licence. Leurs fils sont morts célibataires. Leur fille aînée a épousé le premier major-général John Clitherow et le deuxième Henry Peters du château de Betchworth. Leur plus jeune fille a fondé à Wakefield une maison pour les détenues libérées.
Catherine Christie (1772-1849). À la Jamaïque, elle épousa le major John Robertson (1767-1815), du King's Royal Rifle Corps, fils du colonel Daniel Robertson de Struan. Il était associé à la firme commerciale Alexander & James Robertson de Montréal, par l'entremise de laquelle il obtint 800 ha (2 000 acres) dans le canton de Buckingham, au Québec. Elle revient à Montréal en 1831 avec ses trois enfants: Catherine (épouse Philip Anglin, du King's Royal Rifle Corps), Maria et Amelia.
Sarah Christie (1774-1836), épouse le révérend James Tunstall (1760-1840), recteur de la Cathédrale Christ Church de Montréal. Ils étaient les parents de trois fils et d'une fille, Mme Edward Roe.
Gabriel Plenderleath (né en 1778)
George Plenderleath (né en 1779)
William Smith Plenderleath (1780-1845), hérita des domaines canadiens de son père de son demi-frère, à la condition qu'il prenne le nom de «Christie». Il s'est marié trois fois, mais n'a pas eu d'enfants En 1808, Marie-Marguerite Chaboillez, fille de Charles Chaboillez et veuve de Simon McTavish de la Compagnie du Nord-Ouest, Elizabeth McGinnis,  et Amelia Martha Bowman (1805-1898).